# Вилохвоста качурка
Вилохвоста качурка (Oceanodroma) — рід морських буревісникоподібних птахів родини качуркових (Hydrobatidae). Містить 17 видів. 

## Опис
Від качурки морської відрізняються вилчастою формою хвоста. Тіло завдовжки 13-27 см; вага тіла 14-112 г; розмах крил 32–57 см.
Це суто морські птахи, виходять на берег лише для відкладення яєць та виховання пташенят. Гніздяться колоніями на важкодоступних островах. Відкладають одне яйце. Пташеня вилуплюється приблизно через 40-50 днів і залишається в гнізді під опікою батьків 50-70 днів.

## Види
- Качурка мадерійська (Oceanodroma castro)
- Oceanodroma cheimomnestes
- Качурка сиза (Oceanodroma furcata)
- Качурка фаралонська (Oceanodroma homochroa)
- Качурка кільчаста (Oceanodroma hornbyi)
- Качурка темна (Oceanodroma jabejabe)
- Качурка північна (Oceanodroma leucorhoa)
- Качурка гваделупська (Oceanodroma macrodactyla)
- Качурка Маркгама (Oceanodroma markhami)
- Качурка Матсудайра (Oceanodroma matsudairae)
- Качурка чорна (Oceanodroma melania)
- Качурка каліфорнійська (Oceanodroma microsoma)
- Качурка вилохвоста (Oceanodroma  monorhis)
- Oceanodroma monteiroi
- Oceanodroma socorroensis
- Качурка галапагоська (Oceanodroma tethys)
- Качурка гавайська (Oceanodroma tristrami)